# 那洛巴

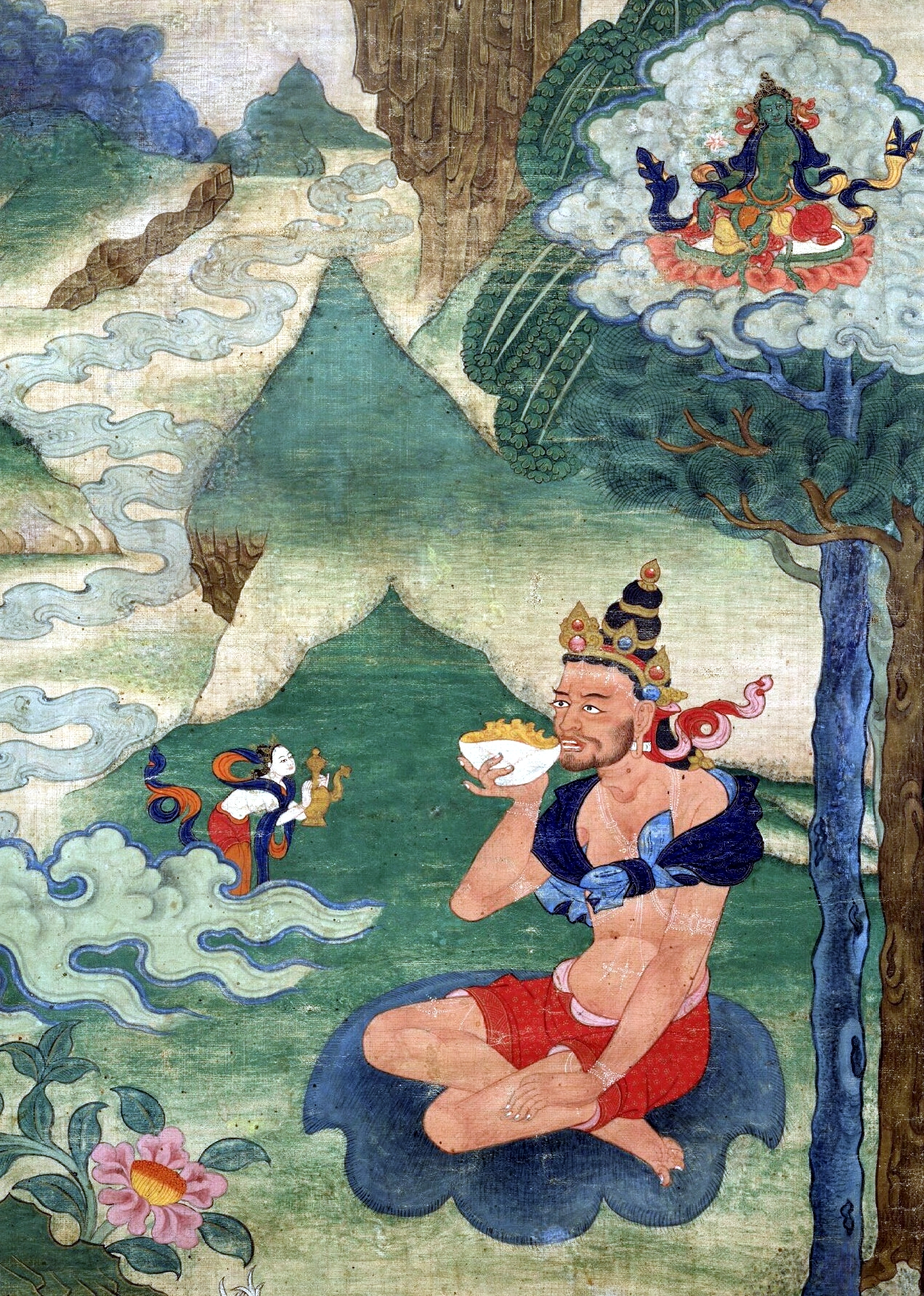
Mahasiddha Naropa大成就者那洛巴

那洛巴（梵語：或，？—ca. 1100年），生於孟加拉地區，佛教僧侶，曾居於那爛陀寺。是一名密教上師與大成就者，其密法經馬爾巴及阿底峽傳入西藏，形成那洛六法傳承。西藏噶舉派傳承源自於他。

## 生平
那洛巴生在現今孟加拉地區一個婆羅門貴族家庭中，父親名香提瓦曼（Shantivarman），母親西里馬提（Shrimati）。他幼時聰明，修習印度教經典，很快就成為一名精通吠陀的班智達（tirthika pandita）學者。因為偶然閱讀到佛教經典，對佛教升起極大的信心，於是受具足戒，出家成為佛教僧侶，法号虛空藏）。之後成為那爛陀寺（Nalanda）和超岩寺（Vikramashila）之北門守護者。
他修習密續勝樂金剛禪法（Chakrasamvara），得到空行母的啟示，到東方尋找一名密宗瑜伽士，名為帝洛巴，跟隨他修行。帝洛巴外表看起來是一名瘋顛的老人，經常對那洛巴提出不合理的要求。在經歷許多苦行之後（十二次大苦行，十二次小苦行），那洛巴最終得到帝洛巴的灌頂及口訣，成為當時印度最偉大的修行成就者。
他的生年不詳，那洛巴於（西元一一零零年）正月初八，在普拉哈裡吉祥僻靜地示現圓寂，當其肉身火化時，出現無數的舍利子。

## 師承
- 帝洛巴

## 傳承
那洛巴的教法可以歸納為六個修行方式，又稱那洛六法。
弟子包括阿底峽與馬爾巴。

## 外部連結
- 大寶法王官方中文網－噶舉傳承
- 噶舉第三代祖師那洛巴尊者傳（十一） []
- 那洛巴的十二大苦行  （页面存档备份，存于）